# Ochrotrichia zena
Ochrotrichia zena är en nattsländeart som beskrevs av Ross 1938. Ochrotrichia zena ingår i släktet Ochrotrichia och familjen smånattsländor. Inga underarter finns listade i Catalogue of Life.